# Gregor Schwartz-Bostunitsch

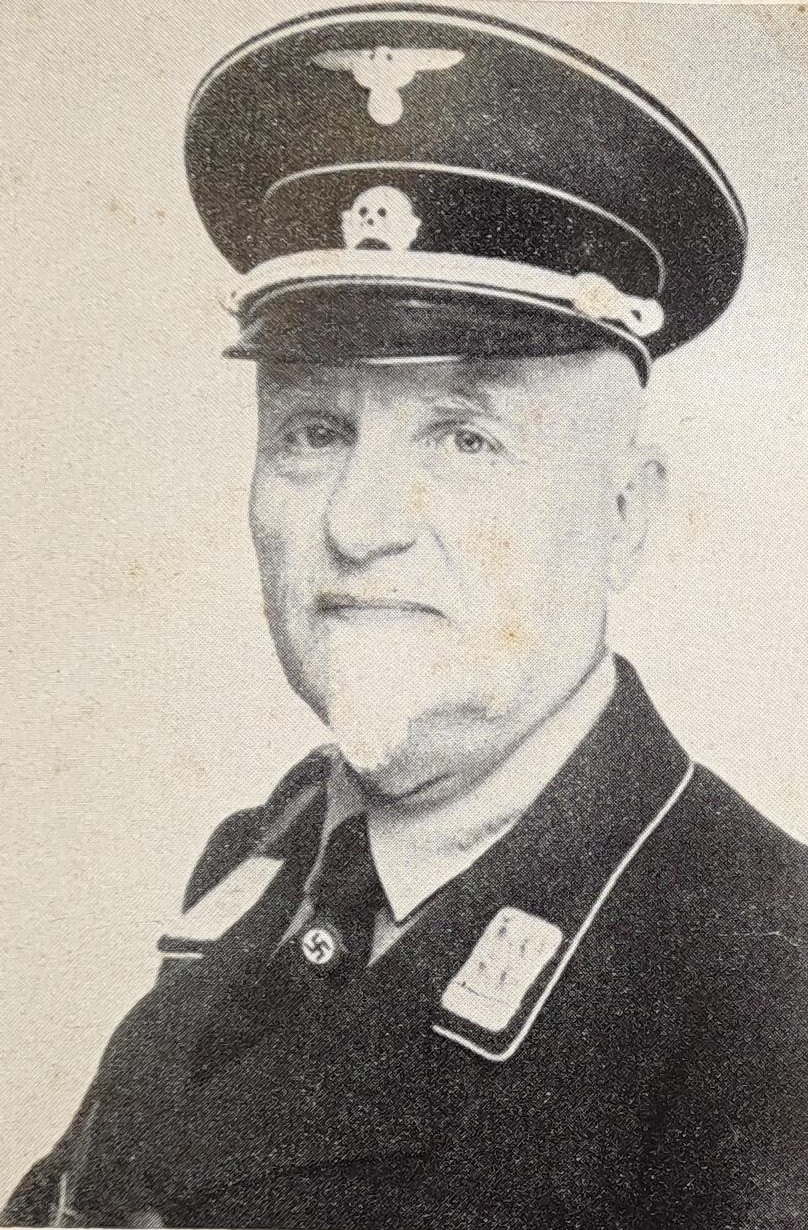
Gregor Schwartz-Bostunitsch

Gregor Wilhelmowitsch Schwartz-Bostunitsch (* 1. Dezember 1883 in Kiew, Russisches Kaiserreich; † nach 1945; sein Tod ist vollständig ungeklärt), auch: Grigorij V.Švarc-Bostunič, Pseudonym: Doktor Gregor, war ein deutsch-russischer Journalist und Theaterkritiker, SS-Standartenführer und völkischer Esoteriker.

## Leben
Schwartz-Bostunitsch stammte väterlicherseits aus einer bekannten deutsch-baltischen Familie aus Riga, mütterlicherseits hatte er Vorfahren aus Serbien und Bayern. Zunächst studierte er Jura und betätigte sich als Journalist und Theaterkritiker. In den unterschiedlichsten Biographien gibt es immer wieder den Hinweis, dass er sich vor dem Ersten Weltkrieg in Deutschland aufgehalten habe. Seine genauen Aufenthaltsorte lassen sich nur schwer belegen. Im August 1914 hielt sich die Familie Schwartz-Bostunitsch in Bad Kissingen auf. Dort wurde sie vom Beginn des Weltkriegs überrascht, von den deutschen Behörden interniert und schließlich nach Russland abgeschoben.
Schon im Russischen Kaiserreich tat Schwartz-Bostunitsch sich durch antisemitische, aber auch okkultistische Schriften hervor. Während der Oktoberrevolution war er mit den Kommunisten in Konflikt geraten. So engagierte er sich auf Seiten der weißgardistischen Generäle Denikin und Wrangel im Russischen Bürgerkrieg. Er war dort unter anderem Agitator bei den Truppen, die den Kampf gegen die Bolschewiki führten. Nach deren Niederlage floh er zunächst auf den Balkan, um schließlich nach Mitteldeutschland zu kommen.

### Flucht nach Deutschland

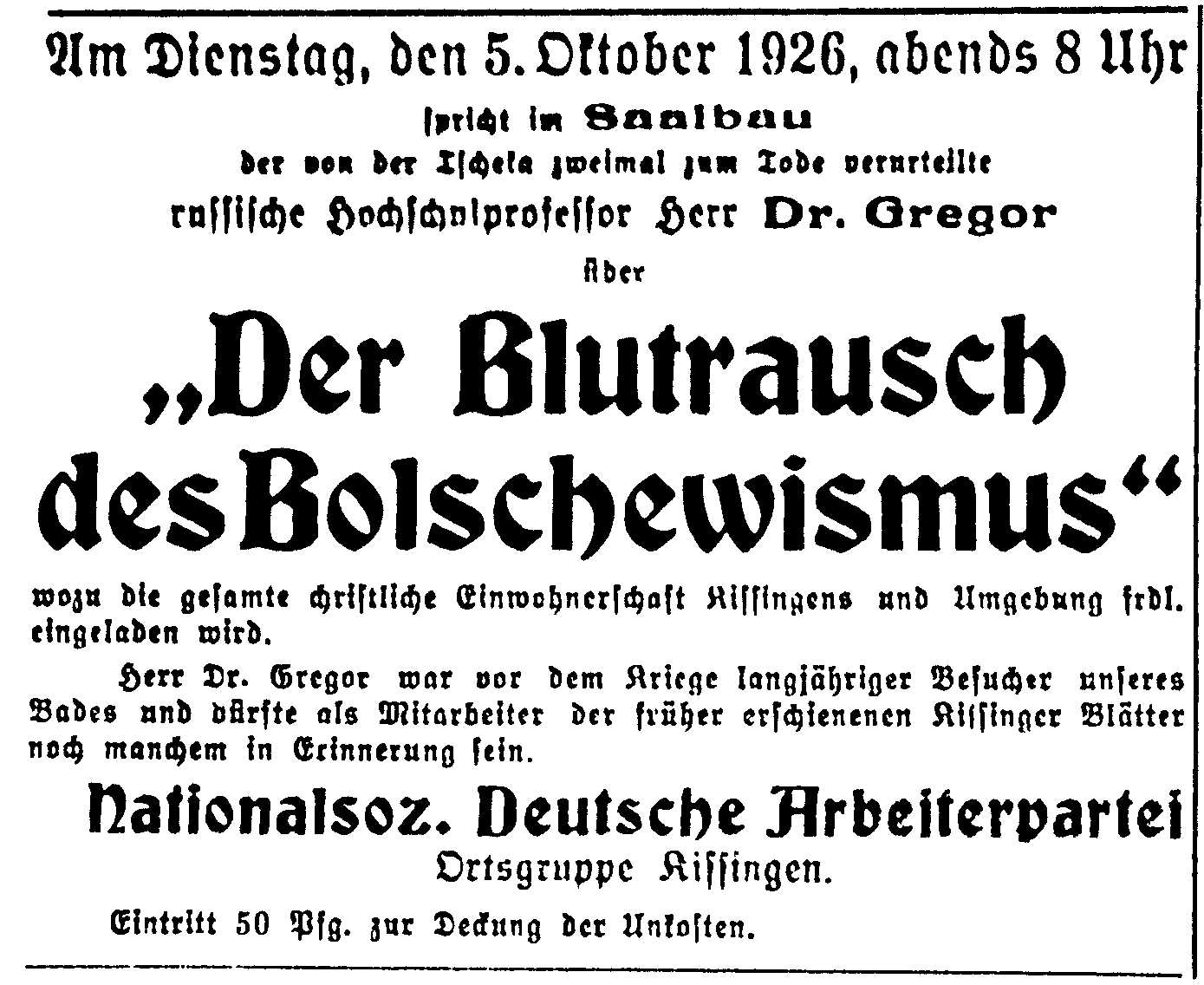
Ansicht der Werbung für eine NSDAP-Versammlung mit Schwartz-Bostunitsch; wiederum mit Pseudonym ‚Dr. Gregor‘. (Saale-Zeitung, Bad Kissingen)

Dort knüpfte er verhältnismäßig schnell Kontakt zu den einschlägigen Kreisen. Verbindungen sowohl zu dem so genannten „Coburger Kreis“ als auch zu den frühen Nationalsozialisten (zu E. v. Scheubner-Richter, einen frühen Wegbegleiter Hitlers) sind belegt. In München tauchte er 1922 auf. Dort kam er auch in Kontakt mit Hitler, Rosenberg und der NSDAP. Es begann seine Vortragstätigkeit, mit der er offensichtlich auch seinen Lebensunterhalt bestritt. Er publizierte ferner eine Vielzahl von Büchern. Vorträge und Bücher kreisen immer wieder um die gleichen Themen: die „Jüdisch-Bolschewistische Weltverschwörung“, Okkultismus und Freimaurertum. So hielt er etwa im Oktober 1932 im mittelfränkischen Neustadt an der Aisch einen Vortrag über die Schreckensherrschaft im Russland der Revolution („Deutscher Michel, der du immer noch schläfst, wach auf und wisse, daß jüdische kommunistische Führer in Deutschland den Ausspruch getan haben: In Deutschland müssen 10 mal so viel bluten als in Rußland [...]“). In seinem am meisten verbreiteten Buch über die Freimaurerei beschreibt er auch Architekturdetails des Würzburger Doms, was Rückschlüsse auf seine nordbayerischen Ortskenntnisse erlaubt. Ein Wohnsitz in dieser Zeit war unter anderem Erfurt.

### Zusammenarbeit mit Alfred Rosenberg
Die beiden Nationalsozialisten deutsch-baltischer Abstammung arbeiteten jahrelang eng zusammen. Schwartz-Bostunitsch veröffentlichte immer wieder Aufsätze in der Monats- bzw. Vierteljahresschrift „Weltkampf“. Es handelte sich dabei um eine der frühesten Ideologieschmieden der NSDAP, die eben vom Chefideologen der Partei, Alfred Rosenberg, geleitet wurde. Des Weiteren war er ein persönlicher Freund des antisemitischen Publizisten Ulrich Fleischhauer, mit dessen „U. Bodung-Verlag“ er eng zusammenarbeitete. Außerdem veröffentlichte er im Verlag des wiederum mit Fleischhauer befreundeten Theodor Fritsch die späteren Auflagen des zuletzt auf fast 700 Seiten angewachsenen Buches „Jüdischer Imperialismus“. In diesem pseudowissenschaftlichen und antisemitischen Werk forderte Schwartz-Bostunitsch u. a. die Abschiebung aller Juden nach Madagaskar.
Nach der Machtübergabe an Hitler und die Nationalsozialisten machte Schwartz-Bostunitsch eine steile Karriere bei der SS (SS-Nummer 107.481), war zumindest zeitweise Mitarbeiter beim Ahnenerbe und wurde Mitglied der NSDAP (Mitgliedsnummer 859.390). Obwohl es Zweifel am Charakter des Okkultisten und Esoterikers gab, gerade von Reinhard Heydrich, ließ man ihn dennoch gewähren. Auch Persönlichkeitsstörungen im Sinne von Verfolgungswahn und Taubheit werden erwähnt.
Ab April 1935 gehörte er auf Vermittlung Himmlers zudem zeitweise als SS-Hauptsturmführer dem neugeschaffenen Sicherheitsdienst der SS an. Dort war er in der Abteilung II 111 des SD-Hauptamt tätig, wo er als angeblicher Spezialist für Juden, Freimaurerei, subversive Sekten und Bolschewismus für den Aufbau eines Freimaurermuseums verantwortlich war. Zu seinen Untergebenen gehörte dabei u. a. auch Adolf Eichmann, der ihn später als Vorgesetzten und Lehrer bezeichnete, durch den er sich zum ersten Mal ernsthaft mit dem Judentum auseinandersetzte.  Nach nur sechs Monaten wurde Schwartz-Bostunitsch durch Heydrich seines Postens enthoben. Dieser hatte ein negatives Gutachten über seine freimaurerfeindlichen Schrift „Auf dem Wege zur Weltherrschaft“ durch die Abteilung II 112 Juden erstellen lassen. Ein SD-Referent bemängelte, dass das Buch „Auswüchse freier Erzählungen“ beinhalte und stoppte den weiteren Druck der Ausgabe. Heydrich erwirkte schließlich zusätzlich ein Uniformverbot gegen Schwartz-Bostunitsch und verhinderte weitere Rednertätigkeiten. 1937 wurde Schwartz-Bostunitsch aufgrund zahlreicher gesundheitlicher Probleme schließlich pensioniert.
Ab 1943 wurde das Uniformverbot für Schwartz-Bostunitsch wieder aufgehoben. Schließlich erhielt er 1944 den Dienstgrad eines SS-Standartenführers. Im Laufe des Zweiten Weltkriegs versuchte er immer wieder Personen wie Gerhart Hauptmann wegen angeblicher Tätigkeiten als Freimaurer bei der Gestapo zu denunzieren, scheiterte jedoch überwiegend. Das Amt Rosenberg brachte ihn dann schließlich auf Schloss Erdmannsdorf in Schlesien unter. Gegen Ende des Zweiten Weltkrieges versuchte er seine umfangreiche Bibliothek von Judaica, Occulta und Masonica vor Bombenangriffen nach Schlesien zu retten.

### Das unklare Lebensende
Letzter bekannter Akt in seinem Leben ist die Beförderung zum SS-Standartenführer durch Heinrich Himmler. Diese fand am 9. November 1944 statt, dem für Nationalsozialisten bedeutsamen Datum des Hitlerputsches in München. Zu den letzten Spuren von Schwartz-Bostunitsch gehören ein paar Briefe mit Denunziationen vom 11. Januar 1945. Über seinen weiteren Verbleib ist nichts bekannt. Im Mai 1946 taucht sein Name ein letztes Mal auf einer vom Oberkommando der amerikanischen Streitkräfte zusammengestellten Gefangenenliste von SS-Offizieren auf; diese Liste befindet sich in einem Moskauer Archiv.
Michael Hagemeister berichtet noch folgendes:
„Von Schlesien aus unternahm Schwartz-Bostunitsch nur noch wenige Reisen. Eine davon führte ihn im November 1944 nach Prag. Dort tagte — zum ersten und zum letzten Mal — die von Rosenberg kurz zuvor gegründete ‚Arbeitsgemeinschaft zur Erforschung der bolschewistischen Weltgefahr‘. Man plante, ein großes ‚Handbuch des Bolschewismus‘ zu erstellen. Ob auch Schwartz-Bostunitsch daran beteiligt war, ist nicht bekannt.“

## Werke
- Iz vrazeskogo plena. Ocerki spassegosja. Istorija mytarstv russkogo zurnalista v Germanii, Petrograd 1915
- (alias Dr. Gregor) Ein Meer von Blut, München 1926.
- Die Freimaurerei, Weimar 1928.
- Die Bolschewisierung der Welt, München 1929.
- Doktor Steiner, ein Schwindler wie keiner. Ein Kapitel über Anthroposophie und die geistige Verwirrungsarbeit der „Falschen Propheten“, München 1930.
- Jüdischer Imperialismus – 3000 Jahre hebräischer Schleichwege zur Erlangung der Weltherrschaft, Landsberg am Lech 1935.
- Jude und Weib. Theorie und die Praxis des jüdischen Vampyrismus, der Ausbeutung und Verseuchung der Wirtsvölker, Berlin 1939.